# Onoba guzmani
Onoba guzmani é uma espécie de molusco pertencente à família Rissoidae.
A autoridade científica da espécie é Hoenselaar & Moolenbeek, tendo sido descrita no ano de 1987.
Trata-se de uma espécie presente no território português, incluindo a zona económica exclusiva.